# Yarkand (fleuve)
Pour les articles homonymes, voir Yarkand (homonymie).
Le Yarkand (du chinois : 叶尔羌河 ; pinyin : yèěrqiāng hé) est une rivière du Xinjiang, en Chine et un affluent du fleuve Tarim.

## Géographie
Il sort de la chaîne du Bolor, coule au nord-est, arrose Yarkand et s'unit après un cours d'environ 970 km avec l’Aksou pour former le Tarim.